# 宮交ホールディングス
宮交ホールディングス株式会社（みやこうホールディングス）は宮崎交通を中核として・宮交タクシー・青島リゾート・宮崎観光ホテル・宮交都市クリエイトを運営するグループ会社。
全日本空輸（ANA）と業務提携を結んでいる。

## 概要
宮崎交通がその子会社9社と1協同組合（後述）と共に2005年1月18日に産業再生機構からの再建支援を受けるにあたり、事業再生計画の一環としてグループ会社を統括する純粋持株会社として設立された企業である。
再建に当たっては雲海酒造を筆頭とする宮崎県内外の企業17社が参画し、再建が進められた。
その後黒字経営をなんとか続けてきたが新型コロナウイルス感染症が流行し再び経営が悪化し、赤字に転落した。

## 沿革
- 2005年（平成17年）
  - 1月18日 - 宮崎交通と9社1組合が産業再生機構の支援を受けることが決定[5]。
  - 3月25日 - 産業再生機構による債権買い取りを決定。
  - 5月20日 - 宮交ホールディングス発足。
  - 5月23日 - スポンサー企業が決定。
- 2006年（平成18年）
  - 7月27日 - 本社移転（宮崎市大淀3丁目4番26号 → 宮崎市大淀4丁目10番8号・宮交シティカルチャーセンター）
  - 10月27日 - 産業再生機構による支援終了[7]。
- 2009年（平成21年）8月1日 - 株式会社宮崎熱源センターを吸収合併。
- 2012年（平成24年）4月 - 不動産事業開始。
- 2014年（平成26年）3月3日 - 本社移転（宮崎市大淀4丁目10番8号 → 宮崎市橘通西3丁目10番32号・ボンベルタ橘）
- 2015年（平成27年）11月14日 - 宮交バスカの代替としてnimocaを導入。
- 2016年（平成28年）6月1日 - ヤマト運輸と提携し、客貨混載バスを運行開始。
- 2018年（平成30年）6月7日 - 九州運輸局から乗合バスによる貨物自動車運送事業許可を取得。
- 2020年（令和2年）2月14日 - JR九州駅ビルホールディングスと共同でアミュプラザみやざきの運営会社「JR宮崎シティ」を設立。11月20日開業
- 2021年（令和3年）
  - 7月27日 - 2018年から他社と共同で運営していたシェアサイクル事業を宮崎トヨタ自動車に事業譲渡し、新たな枠組みで運営することを決定・同年8月1日より新たな事業展開とする事を発表。
  - 9月13日 - 本社移転（宮崎市橘通西3丁目10番32号 → 宮崎市松山1丁目1番1号・宮崎観光ホテル西館）

## グループ会社
- 宮崎交通株式会社
- 宮交タクシー株式会社
- 株式会社宮崎観光ホテル - 川端康成が連続テレビ小説「たまゆら」原作の取材拠点として半月間滞在した客室があることで知られる[9]。
- 宮崎空港ビル株式会社 - 宮崎空港（宮崎ブーゲンビリア空港）の空港ターミナル運営会社。グループ会社であるが、グループ外からの出資比率が6割を超えており[注釈 2]、グループ再建に当たっては支援企業の一つに名を連ねた。
- 宮崎ビルマネジメント株式会社（旧・宮崎ビルサービス株式会社）
- 青島リゾート株式会社 - ホテル「ANA ホリデイ・イン リゾート宮崎」の運営
- 宮崎パブリックゴルフ株式会社 - ゴルフ場「宮崎パブリックゴルフ」の運営
- 宮崎ゴルフ株式会社 - ゴルフ場「宮崎カントリークラブ」の運営
- 宮交都市クリエイト株式会社
- 宮崎中央倉庫株式会社[11]

### グループを離脱・解散した企業
- 宮崎中央運輸株式会社 - 鈴与グループに事業譲渡し、旧法人は解散[12]
- 株式会社宮交エアラインホテル - 大和証券SMBCプリンシパル・インベストメンツに事業譲渡され、三井観光開発が運営を受託[13]。後に橘ホールディングス傘下を経て、現在はパン・パシフィック・インターナショナルホールディングス系列の「株式会社エアラインホテル」。
- 株式会社宮交シティ - 株式会社いちごに事業譲渡
- 宮崎商事株式会社
- 株式会社宮交レストラン - 宮崎交通の直営事業（店舗開発事業部）になり解散
- 宮崎観光開発事業協同組合

### 注記
1. ↑  雲海酒造、坂下組、宮崎瓦斯、宮崎空港ビル、全日本空輸、テレビ宮崎、手塚本店、日米グループ事業協同組合、宮崎情報処理センター、宮崎放送、宮崎銀行、宮崎太陽銀行、九州電力、西日本鉄道、ニッポンレンタカーサービス、宮崎ケーブルテレビ、宮崎日日新聞社。
2. ↑  宮崎交通以外の出資者はANAホールディングス、宮崎銀行、宮崎県、日本航空、宮崎市、九州電力、宮崎放送、旭化成、フェニックスリゾート（他に個人1名）[10]。